# Carrancas, Minas Gerais
Carrancas este un oraș în unitatea federativă Minas Gerais (MG), Brazilia.